# Henk Palm
H.J. (Henk) Palm (Velp, 1939) is een Nederlands politicus van de PvdA.
Na scheepswerktuigbouwkunde gestudeerd op de Hogere Zeevaartschool werd hij koopvaardij-officier bij de Holland-Amerika Lijn. Rond 1966 ging hij aan wal werken waar hij in het bedrijfsleven terechtkwam. Daarnaast was hij ook actief in de lokale politiek. Zo kwam Palm in 1975 in de gemeenteraad van Rheden voor de Progressieve Fractie (combinatie van PvdA, PPR, PSP en D'66) en in 1982 werd hij daar wethouder. Voordat hij wethouder werd had hij een technisch adviesbureau. In november 1989 volgde zijn benoeming tot burgemeester van Zaltbommel wat hij zou blijven tot de gemeentelijke herindeling van 1 januari 1999 waarbij Zaltbommel met twee buurgemeenten fuseerde. Kort daarop volgde zijn benoeming tot waarnemend burgemeester van Heteren dat op 1 januari 2001 opging in de nieuwe gemeente Overbetuwe waarmee aan zijn burgemeesterscarrière een einde kwam.